# Zase
Zase (kinesiska: 杂色, 杂色镇) är en köping i Kina. Den ligger i köpingen Zase, den autonoma regionen Tibet, i den sydvästra delen av landet, omkring 350 kilometer nordost om regionhuvudstaden Lhasa. Antalet invånare är 9375. Befolkningen består av 3 995 kvinnor och 5 380 män. Barn under 15 år utgör 37 %, vuxna 15-64 år 59 %, och äldre över 65 år 2,0 %.